# Amata ligata
Amata ligata là một loài bướm đêm thuộc phân họ Arctiinae, họ Erebidae.